# Johann Jacob Huber

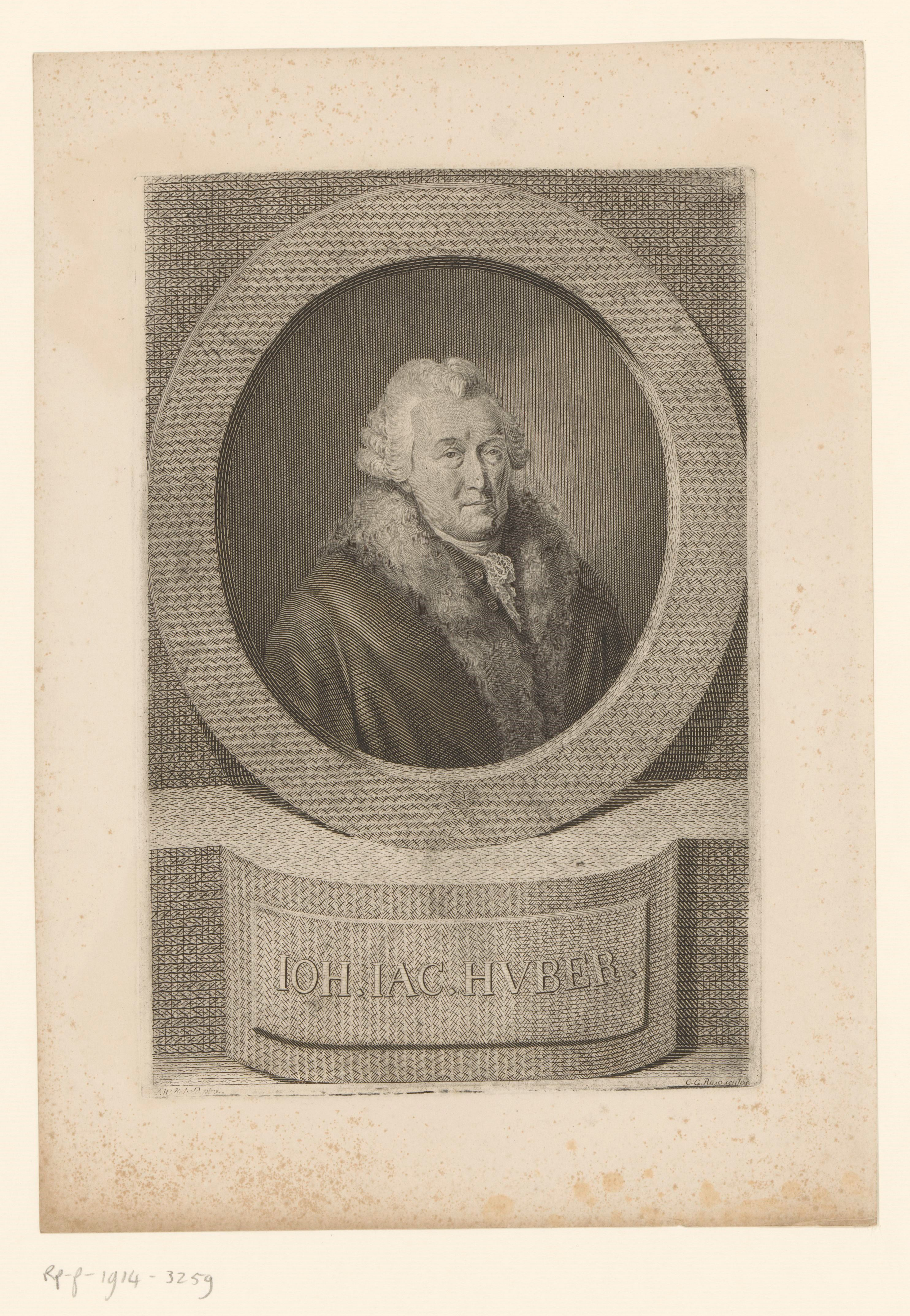
Porträt (nach 1762)

Johann Jacob Huber oder Johann Jakob Huber (* 11. September 1707 in Basel; † 6. Juli 1778 in Kassel) war ein Mediziner, Botaniker und Hochschullehrer.

## Leben
Huber, Sohn eines Apothekers, erhielt Privatunterricht und absolvierte das Gymnasium in Basel. 1722 nahm er das Studium an der Universität Basel auf und erlangte 1726 den Magistergrad in Philosophie. 1725/1726 lernte er zudem bei einem Apotheker in Mömpelgard Pharmazie, dann absolvierte er von 1726 bis 1730 ein Studium der Medizin an der Universität Basel, bevor er sich 1730/1731 unter Albrecht von Haller an der Hohen Schule in Bern dem Studium der Botanik widmete. 1731 kam er an die Universität Straßburg, an der er sich dem Studium der Anatomie und Geburtshilfe widmete. Er kehrte an die Universität in Basel zurück und wurde dort 1733 zum Doktor der Medizin promoviert sowie nach dem Tod von Johann Rudolf Mieg ebenfalls 1733 zum Professor der Anatomie und Botanik ernannt. Im Jahr darauf wurde er auch Mitglied im Collegium medicum der medizinischen Fakultät der Universität Basel. Markgraf Karl III. Wilhelm von Baden-Durlach ernannte ihn 1736 zu seinem Leibarzt. Huber unternahm mehrere größere Reisen, unter anderem zum Sammeln von Pflanzen, auch für Albrecht von Haller.
Huber nahm auf Veranlassung von Albrecht von Haller 1738 einen Ruf als Prosektor an das von Haller neugegründete  Anatomische Theater in Göttingen an. 1739 erhielt er zudem die bereits beim Ruf nach Göttingen zugesagte außerordentliche Professur der Anatomie an der Universität Göttingen. In Göttingen bemühte er sich auch um den 1736 von Albrecht von Haller gegründeten Botanischen Garten der Universität. 1740 heiratete er Christiane Elisabeth, die Tochter des Johann Matthias Gesner.
Huber folgte 1742 dem Ruf als Professor der Anatomie und praktischen Chirurgie an das Collegium Carolinum Kassel. Dort wurde er 1748 zum Hofrat und Leibarzt des Landgraf Wilhelm VIII. von Hessen-Kassel ernannt. In diesen Positionen wirkte er bis an sein Lebensende.
Huber war Mitglied mehrerer gelehrter Gesellschaften, so wurde er beispielsweise 1741 mit der Matrikelnummer 509 und dem Beinamen Aretaeus II. in die Leopoldina, 1750 in die Royal Society in London sowie 1760 in die Preußische Akademie der Wissenschaften aufgenommen.

## Werke (Auswahl)
- Positiones Anatomico-Botanicæ, Decker, Basel 1733.
- De bile, Basel 1733.
- Commentatio de medulla spinali, speciatim der nervis ab ea provenientibus, Göttingen 1741.
- De vaginae uteri structura rugosa, nec non de hymene, Vandenhoeck, Göttingen 1742.
- Epistola Anatomica de Nervo intercostali de Nervis octavi et noni Paris deqve accessorio, Vandenhoeck, Göttingen 1744.
- Scholas Suas Publicas Atque Privatas Iterum Indicit, Et Non Nulla De For Aminis Ovalis, Arteriosique Canalis Structura Et Usu, Hüter und Harmes, Kassel 1745.
- Labores suos hybernos Commentariolo de Cicuta indicit, Kassel 1764.